# Ukok

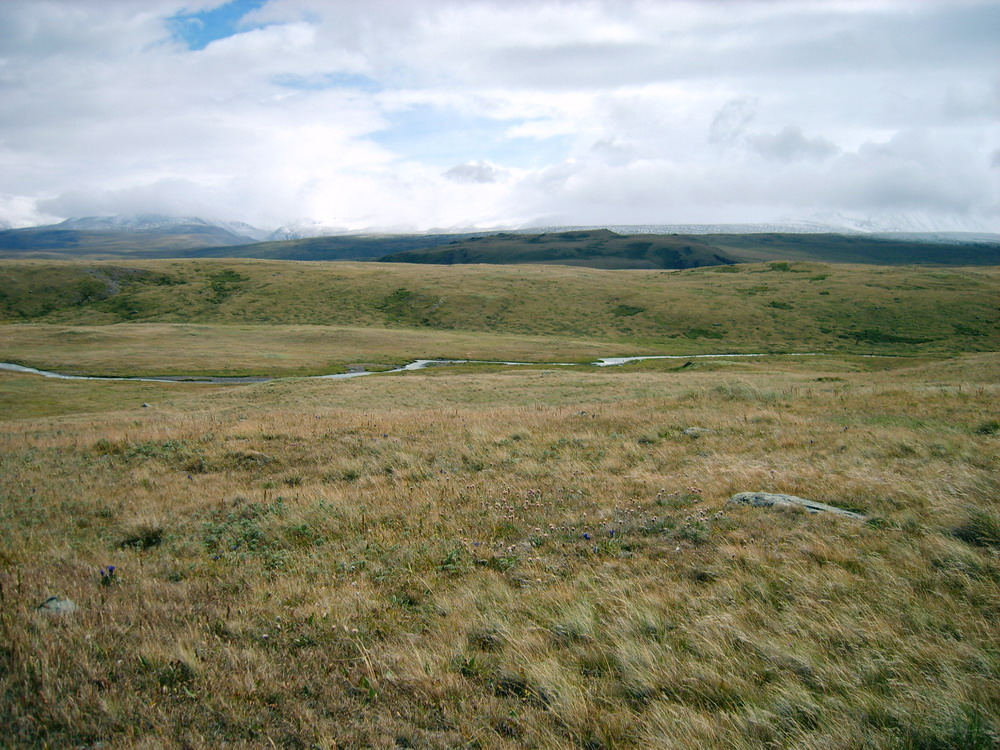
Płaskowyż Ukok

Ukok (ros. Укок) – płaskowyż w azjatyckiej części Rosji, w Republice Ałtaju, przy granicy z Kazachstanem, Mongolią i Chinami, w dorzeczu Ak-Ałachy i Dżazatoru (dopływy Argutu). Od północy płaskowyż ograniczony jest Górami Południowoczujskimi, od południa zaś Ałtajem Południowym. Wznosi się średnio na wysokość 2000–2600 m n.p.m. Występują stepy górskie i stepotundra, które wykorzystywane są jako pastwiska.
W 1998 roku płaskowyż został wpisany na listę światowego dziedzictwa UNESCO jako część „Złotych gór Ałtaju”.